# Hertogdom Opper-Lotharingen
Het hertogdom Opper-Lotharingen, oorspronkelijk het hertogdom van de Moezel, later het hertogdom Lotharingen (Duché de Lorraine) genoemd, was in de middeleeuwen een bestuursrechtelijk zelfstandig grondgebied rond de Maas en de Moezel in het huidige Noordoost-Frankrijk. Het viel in hoogste instantie onder het gezag van de Duitse keizers.

## Geschiedenis

### Ontstaan
Het hertogdom ontstond als afsplitsing van het veel grotere hertogdom Lotharingen, een uitgestrekt grondgebied dat door de Frankische keizer Otto I in leen was gegeven aan zijn broer Bruno de Grote. Dat hertogdom werd door hem in 959 gesplitst in een noordelijk deel (Neder-Lotharingen) en een zuidelijk deel (Opper-Lotharingen) onder bestuur van respectievelijk Godfried van Metz als markgraaf van Neder-Lotharingen en Frederik I als markgraaf van Opper-Lotharingen. Na de dood van Bruno in 965 werd Frederik als hertog voor Opper-Lotharingen erkend, terwijl de functie in Neder-Lotharingen vacant bleef tot 977.
De twee delen waren van 1033 tot 1044 weer herenigd onder Gozelo I, maar hierna werd de splitsing definitief. Toen Gozelo stierf en twee zonen achterliet, weigerde keizer Hendrik III uit militair-strategische overwegingen Opper- en Neder-Lotharingen ook verder weer aan één persoon in leen te geven. Zoon Godfried volgde daarom in 1044 zijn vader Gozelo I als hertog Godfried II van  opvolgde, 
Het hertogdom Opper-Lotharingen werd aanvankelijk hertogdom van de Moezel genoemd. Geleidelijk verloren de hertogen ook daar het gezag over graafschappen die rijksondergeschiktheid zochten of dienden zij gebied in te boeten aan de rijksbisdommen Metz, Toul en Verdun. Vanaf de 15e eeuw kwam het hertogdom als rijksleen aan de hertogen van het Huis Anjou en ging men dit territorium algemeen Lorraine noemen.

### Huis Elzas (1047 tot 1431)
Keizer Hendrik III besloot in 1047 het hertogdom Opper-Lotharingen aan Adalbert uit het huis Elzas toe te kennen. Zijn broer Gerard (1048-1070) schiep de basis van de hertogelijke macht. Hij bouwde de burchten Prény en Nancy en steunde op de abdijen Remiremont, St-Dié en St-Evre van Toul enerzijds en St-Pierre en St-Martin van Metz anderzijds. In 1070 werd het graafschap Vaudémont van het hertogdom afgesplitst.
De hertogen speelde in de dertiende eeuw een secundaire rol. Simon I (1115-1139), halfbroer van keizer Lotharius III en Mattheus I (1139-1178), zwager van keizer Frederik I waren gedwongen zich te beperken tot het bijleggen van regionale conflicten tussen de abdijen en graafschappen.
Tussen Simon II (1176-1206) en zijn broer Ferry I ontstond een bittere strijd. Ferry kreeg het gehele Duitstalige deel van het hertogdom als leen. Onder zijn zoon Ferry II (1206-1213) werd de eenheid van het hertogdom hersteld. Thiebaut I (1213-1220) verenigde een tijd de rijke erfenis van de graven van Dagsburg met zijn bezittingen, maar toen hij in conflict kwam met keizer Frederik II kon hij zich niet handhaven. Hij stierf zonder nakomelingen.
Hertog Mattheus II (1220-1251), die zich nauw verbond met de graven van Champagne, voerde in het hertogdom Franse instellingen in, onder andere de baljuwschappen. Sinds 1220 traden er conflicten met het graafschap Bar op. Deze zouden duren tot de vereniging van beide vorstendommen in de vijftiende eeuw.
De regering van Ferry III (1251-1303) markeert een belangrijke periode in de vestiging en de consolidatie van de vorstelijke macht, vooral in het noordoostelijke deel, later het baljuwschap van Duitsland genoemd. In Nancy werd onder Ferry III begonnen met de bouw van het slot, maar pas onder Rudolf (1328-1346) kreeg Nancy echt het karakter van een residentie.
De verheffing van het graafschap Luxemburg tot hertogdom Luxemburg in 1354 door keizer Karel IV bracht spanningen met zich mee. Koning Jan II van Frankrijk creëerde het hertogdom Bar en probeerde de minderjarige Jan I aan zich te binden. In 1361 huwde Jan, de dochter van zijn voogd Everhard II van Württemberg en werd hij door de keizer beleend met de voogdij van de abdij Remiremont en de stad Toul. Sindsdien waren de hertogen nog wel rijksvorst, maar het hertogdom bezaten zij uit eigen recht. Daarmee was de band tussen het hertogdom en het Heilige Roomse Rijk een stuk losser geworden. Jan I vocht mee aan de zijde van de Franse koningen. Op het einde van zijn leven verzoende hij zich met de hertogen van Bourgondië.
Dat bracht zijn zoon Karel II in conflict met Lodewijk I van Orléans, broer van koning Karel VI van Frankrijk. Na de dood van Jan zonder Vrees probeerde hij via huwelijkspolitiek zijn positie veilig te stellen. De hertogen van Bar vormden voor het hertogdom Lotharingen een sterke bedreiging. Karel II streefde ernaar de beide hertogdommen te verenigen door zijn dochter Isabella met René I van Anjou, de erfgenaam van het hertogdom Bar, te laten huwen. Dit plan werd doorkruist door graaf Anton van Vaudémont, doordat hij de hertog van Bourgondië, Filips de Goede liet ingrijpen, wat resulteerde in de Slag bij Bulgnéville in 1431. De unie van Lotharingen en Bar kon pas onder René II van Anjou in 1488 gerealiseerd worden.

### Huis Anjou (1431-1473)

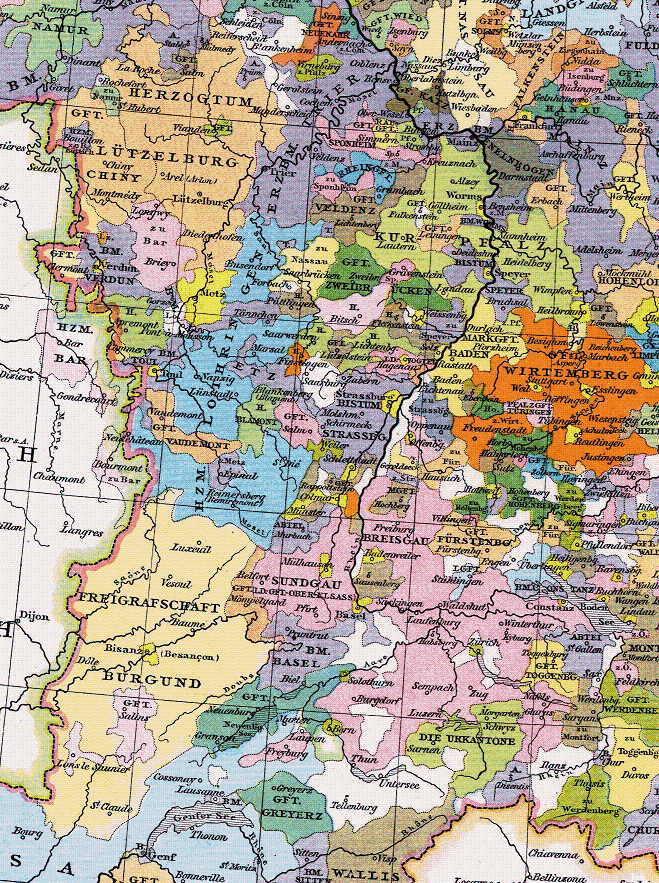
Het hertogdom Lotharingen (blauw) rond 1400

Na de slag bij Bulgnéville in 1431 werd René I als gevangene van hertog Filips de Goede van Bourgondië in Dijon opgesloten. Tijdens zijn gevangenschap overleden zijn broer Lodewijk III van Anjou (1434) en diens vrouw (1435), waardoor hij koning van Napels werd. De hertog van Bourgondië hield nu een koning gevangen en hij verhoogde de losprijs tot ongekende hoogte. Na zijn vrijlating in 1437 ontbrandde de strijd opnieuw. In deze periode werden de prinsbisdommen Toul en Verdun gedwongen een Frans protectoraat te accepteren. In 1452 stond René het hertogdom Lotharingen af aan zijn zoon Jan II. Bij een poging om de kroon van Aragon te verwerven overleed deze in 1470 in Barcelona. Met hertog Nicolaas stierf deze tak van het huis Anjou in 1473 uit.

### Huis Lotharingen-Vaudémont (1473-1736)
Toen René II (1473-1508) de hertogelijke troon besteeg, leefde zijn grootvader van moeders zijde, René I nog. Zijn grootvader van vaders zijde was Anton van Vaudémont. Zijn beide grootvaders waren dus de gezworen tegenstanders van 1431. De troonsbestijging leverde hem echter nog niet het hertogdom op, want hertog Karel de Stoute van Bourgondië bezette het land, dat hij nodig had bij zijn plannen om het Lotharingse Middenrijk van de Karolingers te herstellen. De slag bij Nancy in 1477 maakte een einde aan deze bezetting, zodat de toestand zich kon normaliseren. Inmiddels had René I het hertogdom Bar in 1476 aan zijn kleinzoon overgedragen, zodat beide hertogdommen nu in één hand verenigd waren. René II slaagde er niet in de andere vorstendommen van René I te verwerven. De hertogen zouden voortaan wel de titels voeren die bij deze aanspraken hoorden. De hertog voerde een anti-Habsburgse politiek, wat onder andere tot uiting kwam in zijn band met het hertogdom Gelre. In 1499 en 1506 werd het graafschap Blâmont verworven van de graven van Salm.
Met het verdrag van Nuremberg van 1542 slaagde Anton van Lotharingen, dat Lotharingen tot zelfstandig hertogdom werd verklaard, dat noch bij het Heilige Roomse Rijk, noch bij Frankrijk hoorde.
Karel III van Lotharingen was slechts twee jaar oud toen zijn vader Frans I van Lotharingen stierf. Eerst was zijn moeder Christina en daarna zijn oom Nicolaas van Lotharingen regent. Nicolaas was prins-bisschop van Metz en van Verdun. In 1546 werd Hattonchâtel bij het prinsbisdom Verdun gevoegd. Karel, die opgroeide aan het Franse hof, kwam in 1559 aan de macht.
Koning Hendrik II van Frankrijk, die tijdens zijn jeugd vier jaar gevangen zat in Spanje, was belust op wraak, de Italiaanse Oorlog (1551-1559). Met het Verdrag van Chambord (1552) sloot hij met Maurits van Saksen, leider van de Duitse reformaten, een overeenkomst waarbij Hendrik II het rijksvicariaat kreeg over de rijkssteden en vervolgens werden de drie prinsbisdommen Metz, Toul en Verdun (als enclaves binnen Lotharingen gelegen) onder Frans protectoraat gesteld. Dit werd bekrachtigd door het bestand van Vaucelles in 1556.
Eventjes kwam Karel III in de schijnwerpers, toen hij mogelijks Frans troon kandidaat werd na de moord op Hendrik III van Frankrijk. De plooien werden glad gestreken met het huwelijk van zijn zoon en opvolger Hendrik II van Lotharingen met de zus van de nieuwe Franse koning Hendrik van Navarra, Catherina van Bourbon.
Hendrik II die geen mannelijke opvolgers had, werd opgevolgd door zijn neef Karel IV van Lotharingen. Kardinaal de Richelieu, raadsman van koning Lodewijk XIII van Frankrijk, had het plan om de oostgrenzen van het koninkrijk uit te breiden naar de Rijn, waardoor Lotharingen, de Elzas en de Franche-Comté door Frankrijk dreigden veroverd te worden. Dit dwong Karel om de kant te kiezen van de vijanden van Richelieu, de Katholieke Liga. In 1631, 1632 en 1633 vielen de Fransen het hertogdom binnen. Na het ondertekenen van het Verdrag van Charmes trad Karel IV af ten gunste van zijn broer, kardinaal Nicolaas Frans. Kort na zijn aanduiding als hertog van Lotharingen abdiceerde zijn broer Nicolaas II en ging hij in ballingschap leven. Karel werd hierdoor opnieuw hertog van Lotharingen, maar dan wel 25 jaar lang in ballingschap.
In de Vrede van Münster van 1648, die het einde betekende van de Dertigjarige Oorlog, werd het hertogdom Lotharingen niet opgenomen. Artikel 70 van de Vrede van Münster van 1648 droeg de drie rijkssteden en de drie bisdommen ook formeel aan Frankrijk over. Een regeling werd uitgesteld tot er vrede gesloten zou worden tussen Frankrijk en Spanje. In 1659 sloten Frankrijk en Spanje de Vrede van de Pyreneeën, waarbij ook Lotharingen werd teruggegeven aan de hertog. De steden Clermont, Stenay, Jametz en Dun gingen daarbij verloren aan Frankrijk, de vesting Nancy moest worden gesloopt. In 1661 verlieten de Fransen het hertogdom en kon Karel naar zijn land terugkeren. In 1670 palmden de Fransen, onder Lodewijk XIV van Frankrijk het land terug in en vluchtte hij naar Duitsland.
Hij werd opgevolgd door zijn neef Karel V. Karel V zou nooit in het bezit komen van het hertogdom, want toen hij in 1690 overleed, was Lotharingen nog steeds door Frankrijk bezet. In 1667 werd het markgraafschap Nomeny en Hattonchâtel gesticht. Met dit markgraafschap hadden de hertogen voortaan een zetel en een stem in de Rijksdag. In de Vrede van Nijmegen van 1679 bleef de Lotharingse kwestie open omdat de Franse voorwaarden onacceptabel voor de hertog waren.
Pas met de Vrede van Rijswijk van 1697 kwam een eind aan de Franse bezetting, waardoor Leopold in het bezit van het land kwam.
Bij het uitbreken van de Spaanse Successieoorlog (1702-1713) werd Nancy opnieuw door de Fransen bezet. Hij maakte van het Kasteel van Lunéville zijn nieuwe residentie, hertog Leopold bleef in het land en het eigen bestuur bleef functioneren.

### Stanislaus Leszczyński (1737-1766)
Na de dood van hertog Leopold in 1729 werd hij opgevolgd door zijn zoon Frans III (de latere keizer Frans I Stefan). Deze verbleef niet in het hertogdom, maar in de Habsburgse monarchie, waar hij stadhouder van Hongarije was. Toen in 1733 de Poolse Successieoorlog uitbrak werd het hertogdom weer door Frankrijk bezet. Vervolgens werd Lotharingen de inzet van een ingewikkelde ruil. Hertog Frans III huwde in 1736 met Maria Theresia, de erfgename van Oostenrijk. Toen Gian Gastone de' Medici, de laatste heerser over het groothertogdom Toscane in 1737 stierf, ging het hertogdom ging in 1737 naar Stanislaus Leszczyński, de afgezette koning van Polen, wiens dochter met de Franse koning Lodewijk XV was getrouwd, en het groothertogdom Toscane ging naar Frans III. Na een lang en zeer welvarend bewind overleed de laatste hertog van Lotharingen in 1766. Volgens een afspraak met zijn schoonzoon ging Lotharingen toen naar Frankrijk. Het werd een Franse provincie met een speciaal statuut tot aan de Franse Revolutie.

### Periode 1790-1870
Tijdens de Eerste Franse Republiek werd Lotharingen opgedeeld in vier departementen :  Meurthe, Meuse, Moselle en Vosges. Onder Napoleon Bonaparte genoot Lotharingen van materiële welvaart door handel met het geannexeerde België en de doorvoer van troepen naar Duitsland. Het was een kalme en voorspoedige periode. Na de val van Napoleon verliepen de zaken minder rooskleurig. Met het Verdrag van Parijs (1815) verloor Frankrijk, Saarbrücken en Saarlouis. Het departement Moselle bleef tot 1818 bezet.
De periode 1830-1870 verliep voor Lotharingen voorspoedig, al waren er spanningen tussen rechts katholieken en links antiklerikalen. De transportinfrastructuur werd fel verbeterd door onder andere de ingebruikname van de lijn Parijs-Straatsburg (1849 - 1852) en het Marne-Rijnkanaal in 1853. De industriële revolutie bereikte Lotharingen met de komst van de familie Wendel en de staal industrie. Aan de vooravond van de oorlog van 1870 was Lotharingen de eerste ijzerproducent van Frankrijk, met 30% van de nationale productie.

## Indeling
Oorspronkelijk bestonden er drie baljuwschappen:
1. het Franse baljuwschap te Nancy
2. het baljuwschap van de Vogezen te Mirecourt
3. het Duitse baljuwschap, achtereenvolgens te Wallerfangen (Frans:Vaudrevange), Sarreguemines en Dieuze

In 1698 werd er een vierde baljuwschap afgesplitst van het Franse te Lunéville. Het oorspronkelijke baljuwschap voerde daarna de naam baljuwschap Nancy.
In 1751 werd de administratieve indeling ingrijpend gewijzigd. De hertog stelde de volgende 35 baljuwschappen in voor de hertogdommen Lotharingen en Bar:
1. Nancy
2. Lunéville
3. Blâmont
4. Rosières-aux-Salines
5. Vézelise
6. Nomeny
7. Pont-à-Mousson
8. Mirecourt
9. Charmes
10. Châtel-sur-Moselle
11. Darney
12. Bourmont (hertogdom Bar)
13. Neufchâteau
14. Saint-Dié
15. Épinal
16. Bruyères
17. Remiremont
18. Dieuze
19. Château-Salins
20. Sarreguemines
21. Bitche
22. Lixheim
23. Fénétrange
24. Boulay
25. Bouzonville
26. Schaumburg (zetel te Tholey)
27. Commercy
28. Saint-Mihiel(hertogdom Bar)
29. Thiaucourt
30. Étain
31. Briey
32. Longuyon (hertogdom Bar)
33. Villers-la-Montagne (hertogdom Bar)
34. Bar-le-Duc (hertogdom Bar)
35. La Marche (hertogdom Bar)

Daarnaast was er nog een baljuw voor Merzig-Saargau, een gebied dat Lotharingen gemeenschappelijk met het keurvorstendom Trier bezat. Het werd op 1 juli 1778 verdeeld.

## Lotharingen, Lothier en Lorreinen
De huidige Franse regio Lotharingen moet niet worden verward met het oorspronkelijke hertogdom van die naam, dat veel groter was. De regio komt grotendeels overeen met het vroegere Opper-Lotharingen, terwijl Neder-Lotharingen het grootste deel van het huidige België, Nederland, Luxemburg en delen van Duitsland omvatte. Het hertogdom Brabant werd beschouwd als een voortzetting van het hertogdom Lothier. Neder-Lotharingen werd in het Nederlands soms aangeduid als Lorreinen, maar in het Frans kan la Lorraine zowel slaan op Opper-Lotharingen als op het hele Lotharingen (in het Frans ook Lotharingie genoemd)